# Münsterplatz (Freiburg im Breisgau)
Der Münsterplatz in der Freiburger Altstadt ist die gepflasterte Fläche, die das Freiburger Münster umgibt. An den Rändern des Platzes fließen Freiburger Bächle. Der Münsterplatz ist der größte Platz der Stadt.

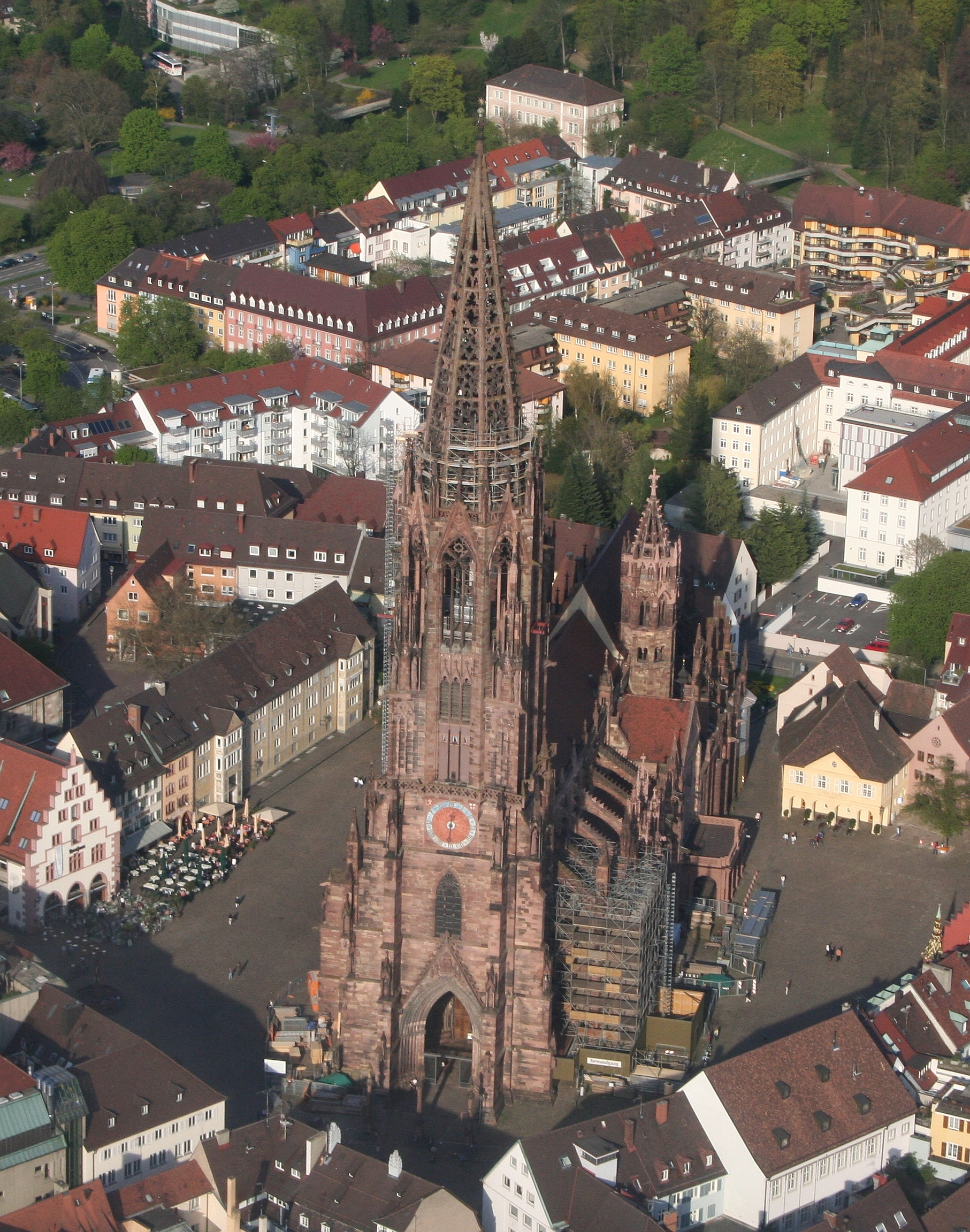
Das Freiburger Münster und seine Umgebung im Jahr 2006

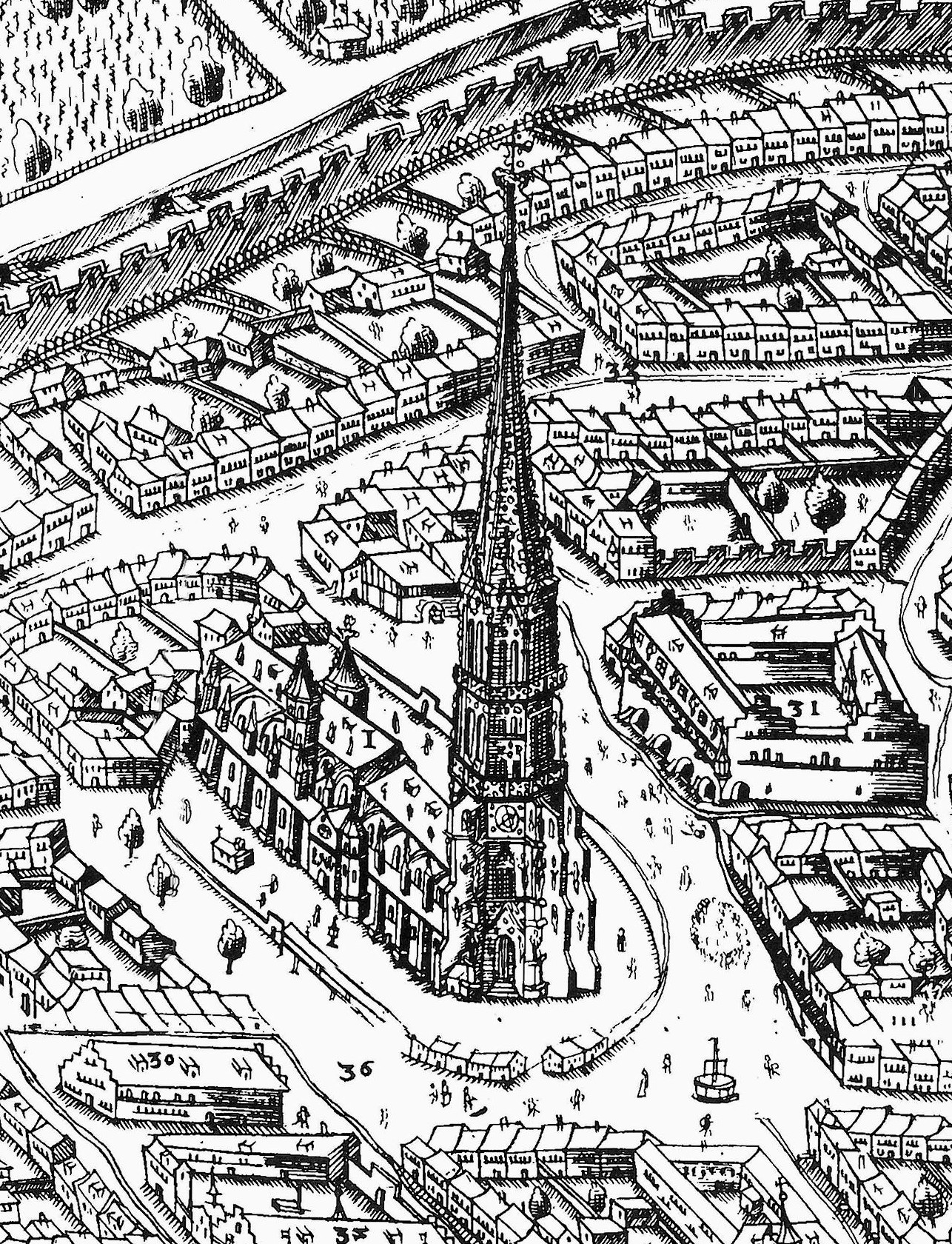
Ausschnitt aus dem Großen Freiburg-Plan von Gregorius Sickinger, Freiburg 1589, mit der Friedhofskapelle St. Andreas und dem Georgsbrunnen

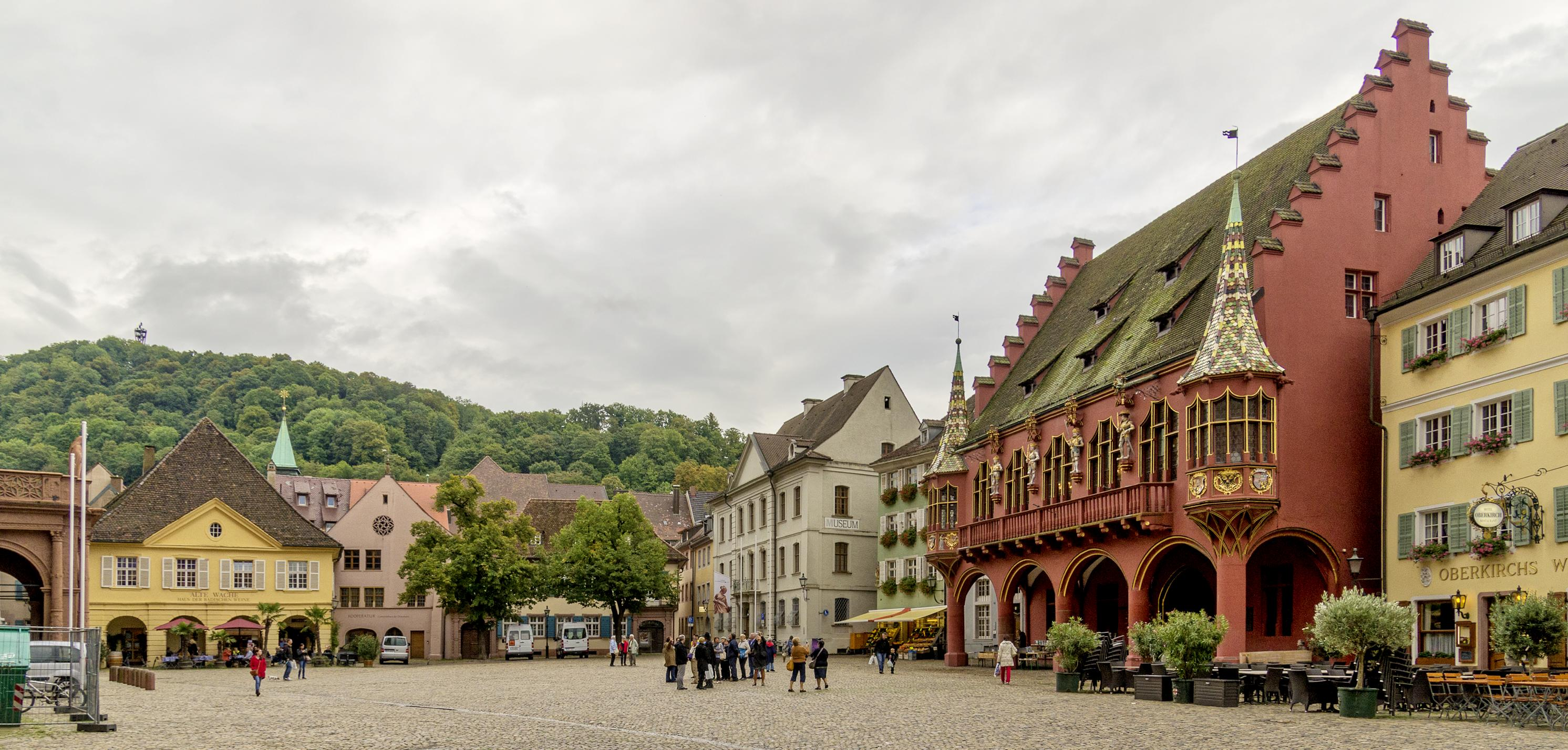
Münsterplatz, Südseite mit Historischem Kaufhaus, Wentzingerhaus und Alter Wache

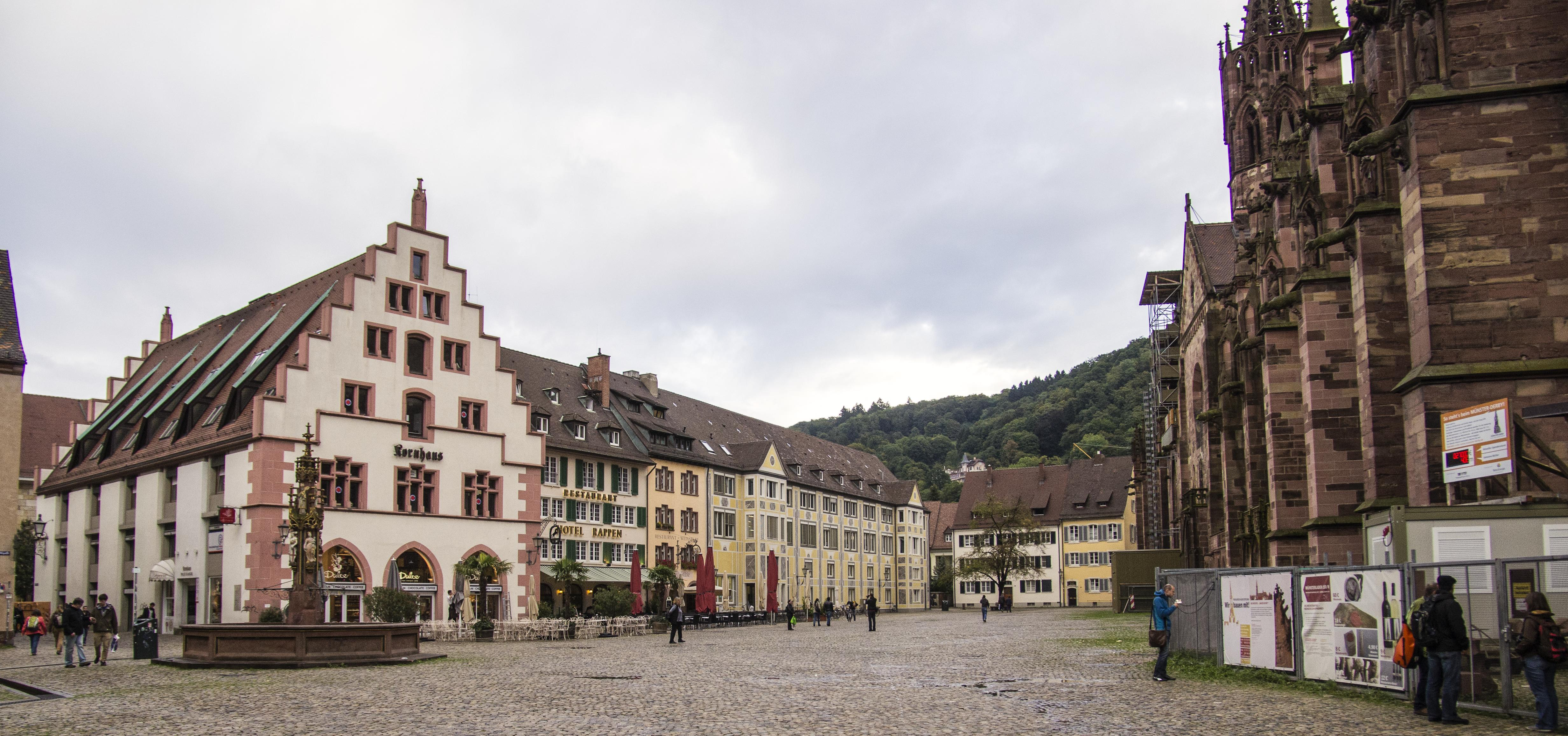
Münsterplatz, Nordseite mit Fischbrunnen und Kornhaus

## Beschreibung
Auf der Südseite des Münsterplatzes stehen u. a. die historischen Gebäude „Haus zum Ritter“, Historisches Kaufhaus, Wentzingerhaus und Alte Wache, sowie auf der Nordseite das Kornhaus mit dem Fischbrunnen.

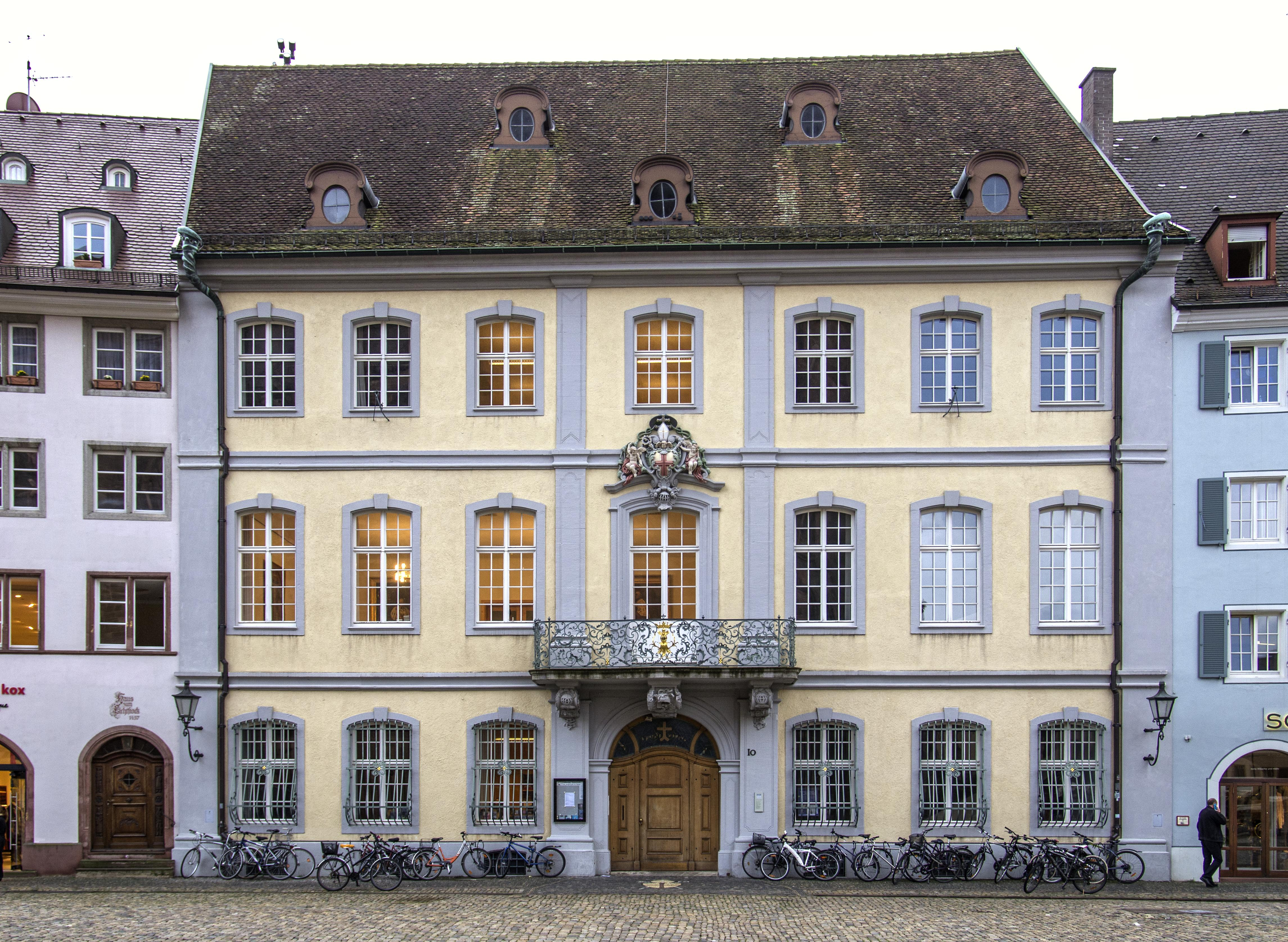
„Haus zum Ritter“, 1756 für die Ritterschaft von Vorderösterreich  errichtet, heute Domsingschule
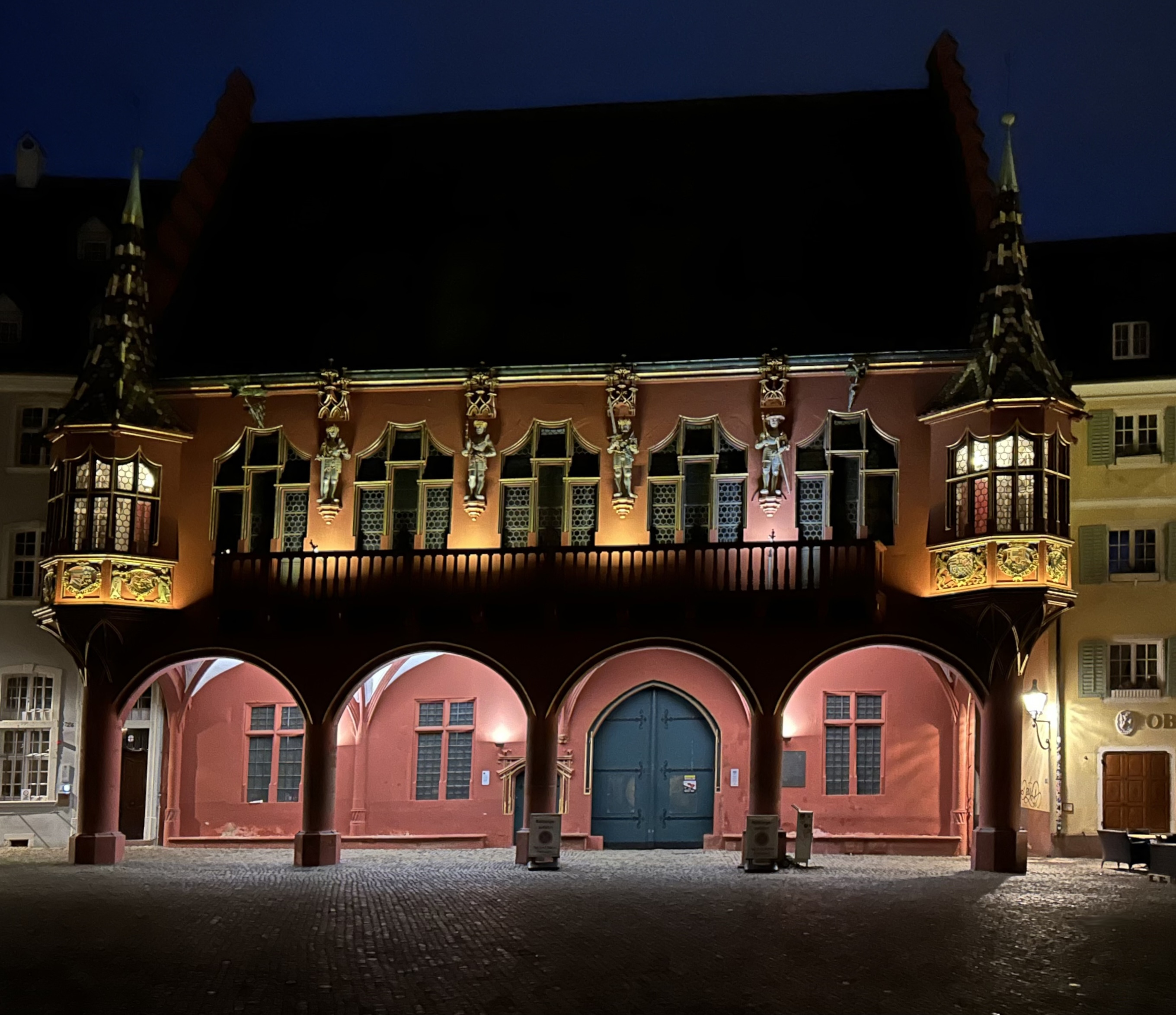
Historisches Kaufhaus von 1532 mit Skulpturen von Maximilian I., Philipp dem Schönen, Ferdinand I. und Karl V.
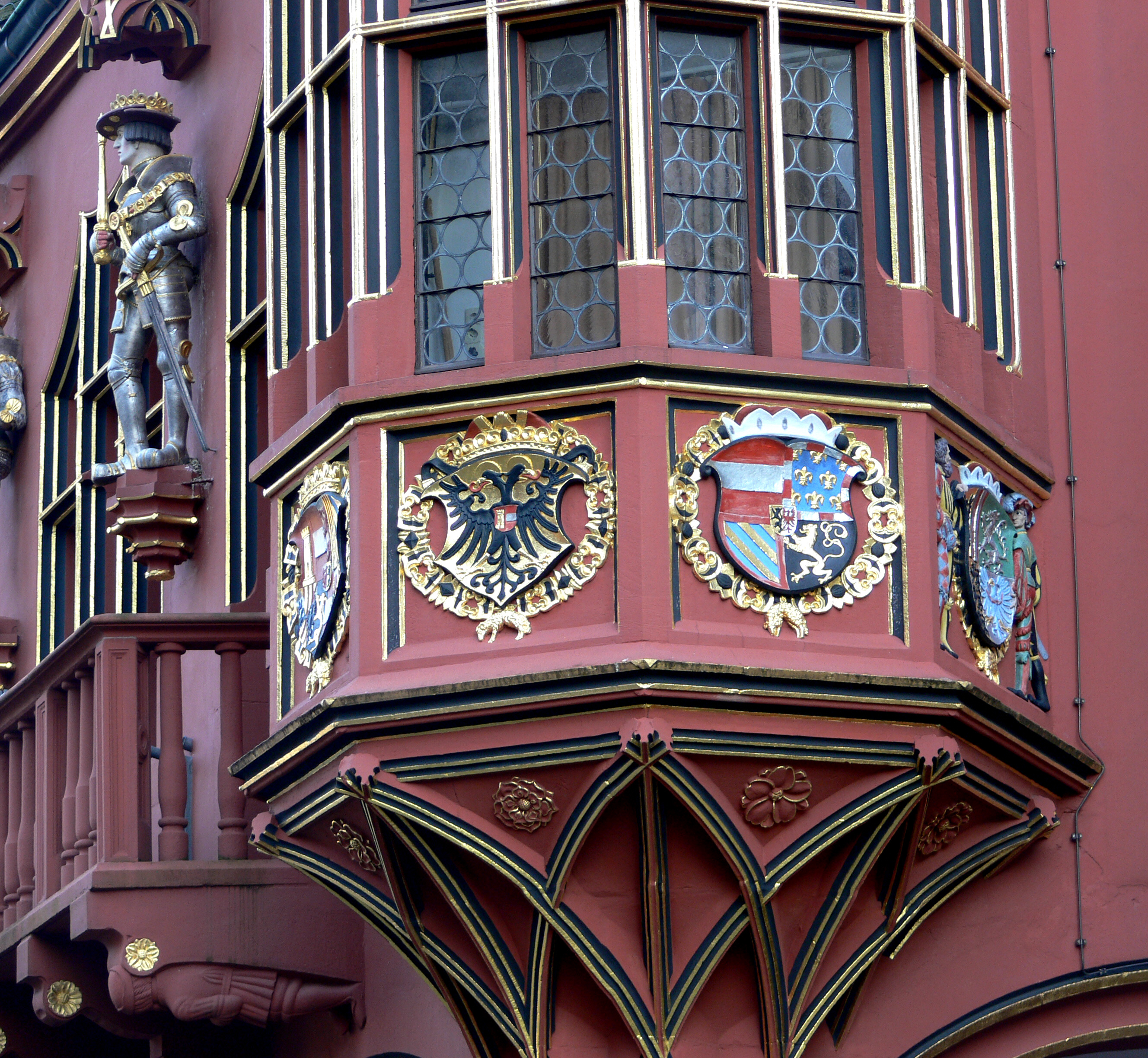
Erker mit Wappen der kaiserlichen Erblande, umgeben vom Goldenen Vlies
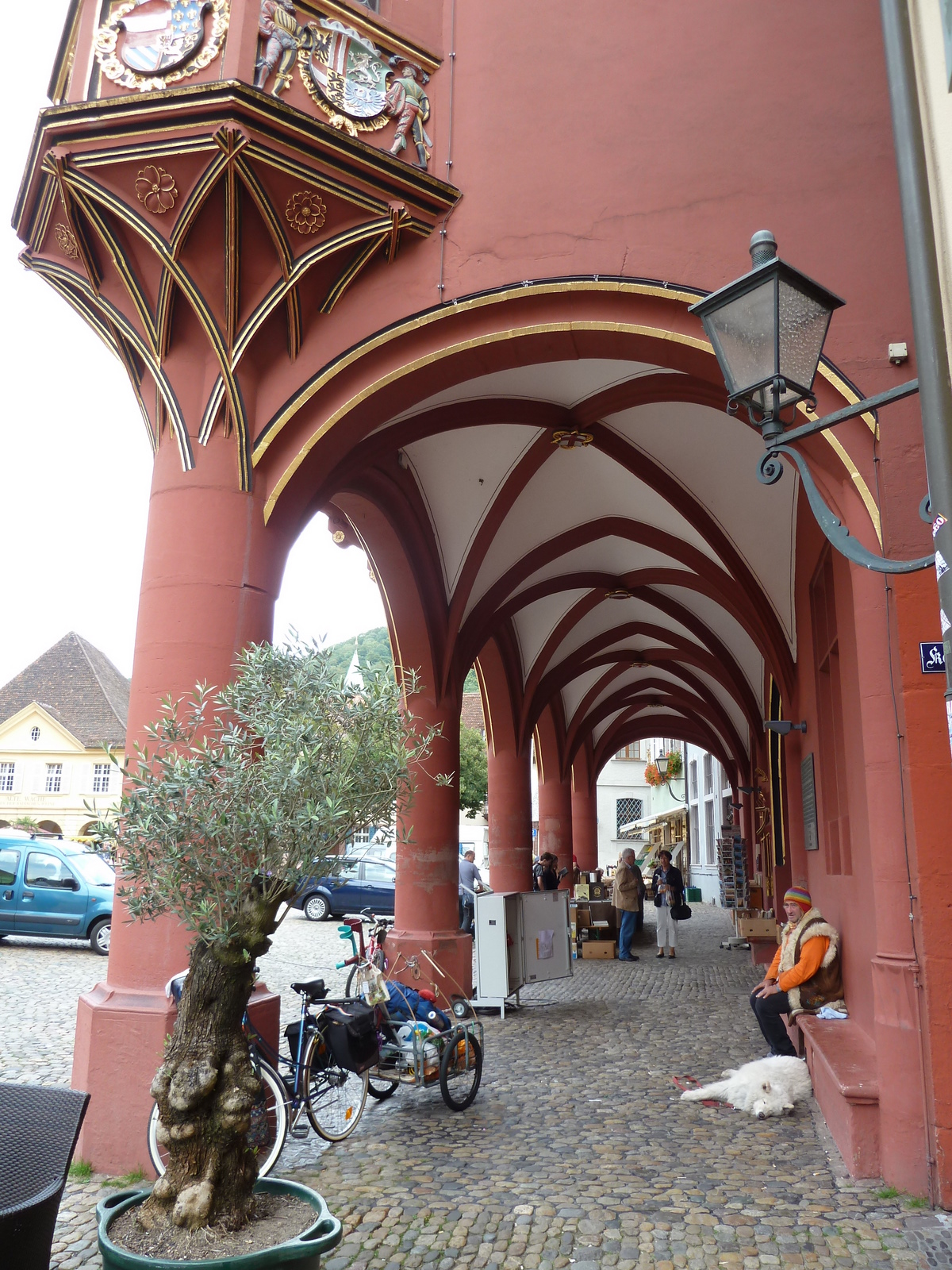
Überwölbter Laubengang am Historischen Kaufhaus
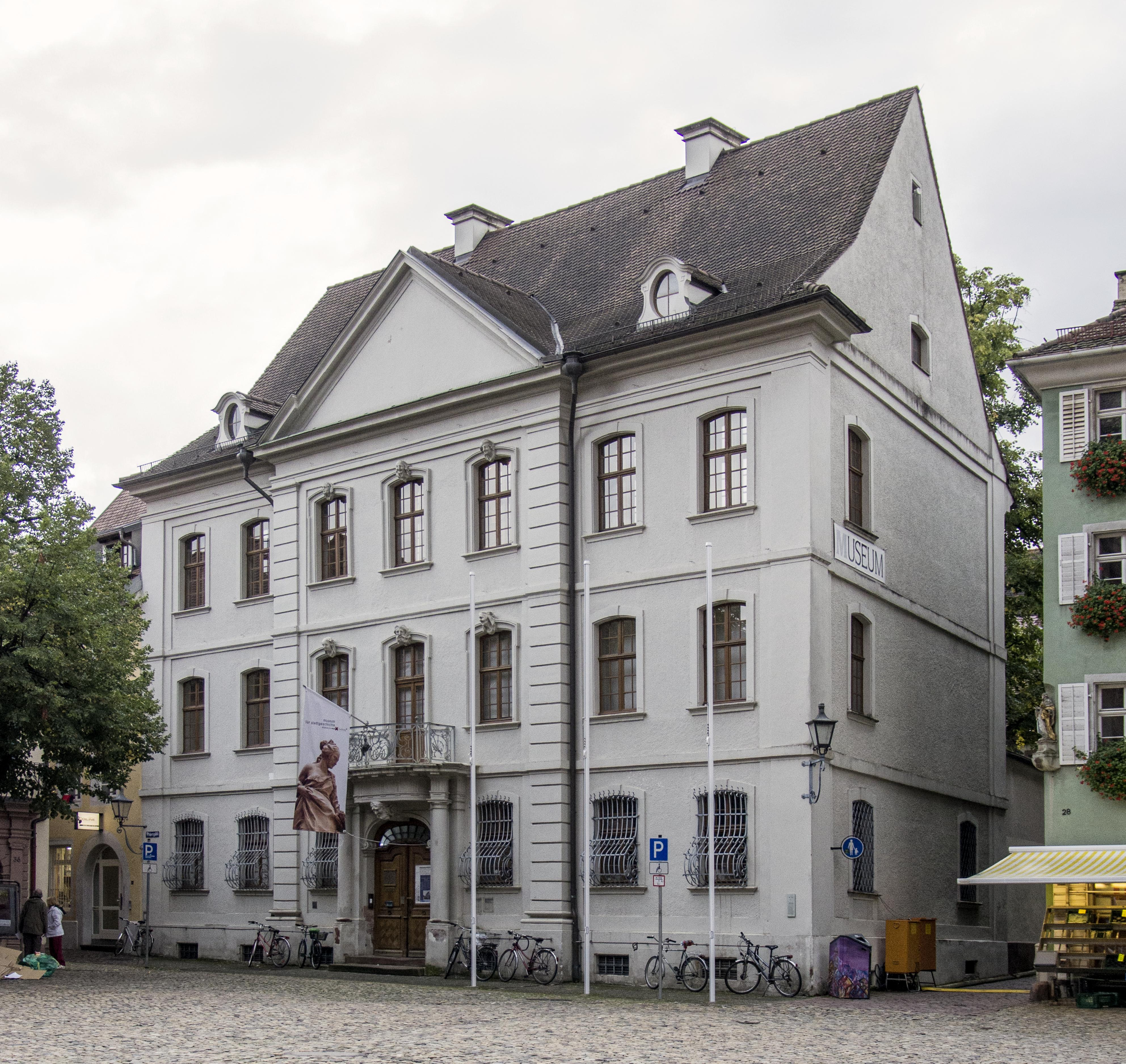
Haus „Zum schönen Eck“, 1761 als Atelier und Wohnhaus von Joh. Chr. Wentzinger erbaut
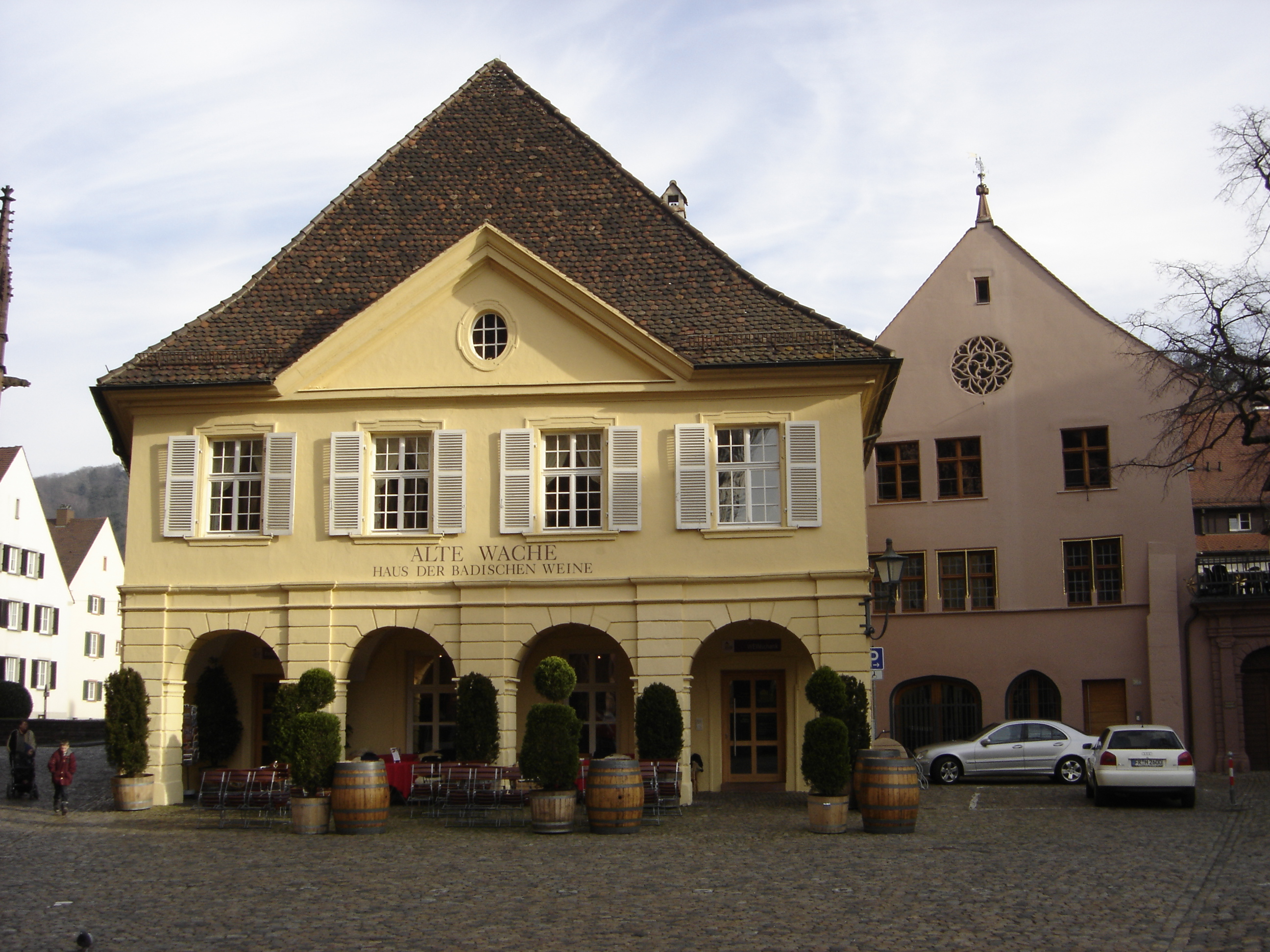
Alte Wache, die 1733 errichtete ehemalige Hauptwache der vorderösterreichischen Verwaltung

Vor dem Hauptportal des Münsters unter dem Münsterturm wurden 1719 drei Patronatssäulen errichtet, die von den drei Vereinigten Landständen Vorderösterreichs (Prälaten, Ritterschaft und Breisgauischer Städtebund) gestiftet und mit ihren Wappen geschmückt waren. Auf der mittleren Säule steht die Gottesmutter Maria als Patronin des Münsters; sie wird flankiert von den beiden "jüngeren" Stadtpatronen Bischof Lambert von Lüttich (links) und dem römischen Märtyrer Alexander (rechts). Der älteste Freiburger Stadtpatron St. Georg fehlt hier; er ist – nur wenige Meter entfernt – als güldener Ritter auf dem nach ihm benannten Georgsbrunnen von 1520/1935 zu finden. Der heilige Lambert wurde seit dem 14. Jahrhundert als zweiter Stadtpatron von Freiburg verehrt; Anlass dazu war seine Schädelreliquie, die durch einen seiner Nachfolger als Bischof von Lüttich, Rudolf von Zähringen, im Jahr 1191 nach Freiburg gelangte und seitdem hier hoch verehrt wurde. Der frühchristliche Märtyrer Alexander ist ein Katakombenheiliger, dessen Reliquien 1650 vom Papst an einen Abgesandten der Stadt Freiburg übergeben worden waren. Der hl. Alexander löste im 17. Jahrhundert St. Georg auf den meisten Darstellungen als Stadtpatron Freiburgs ab.

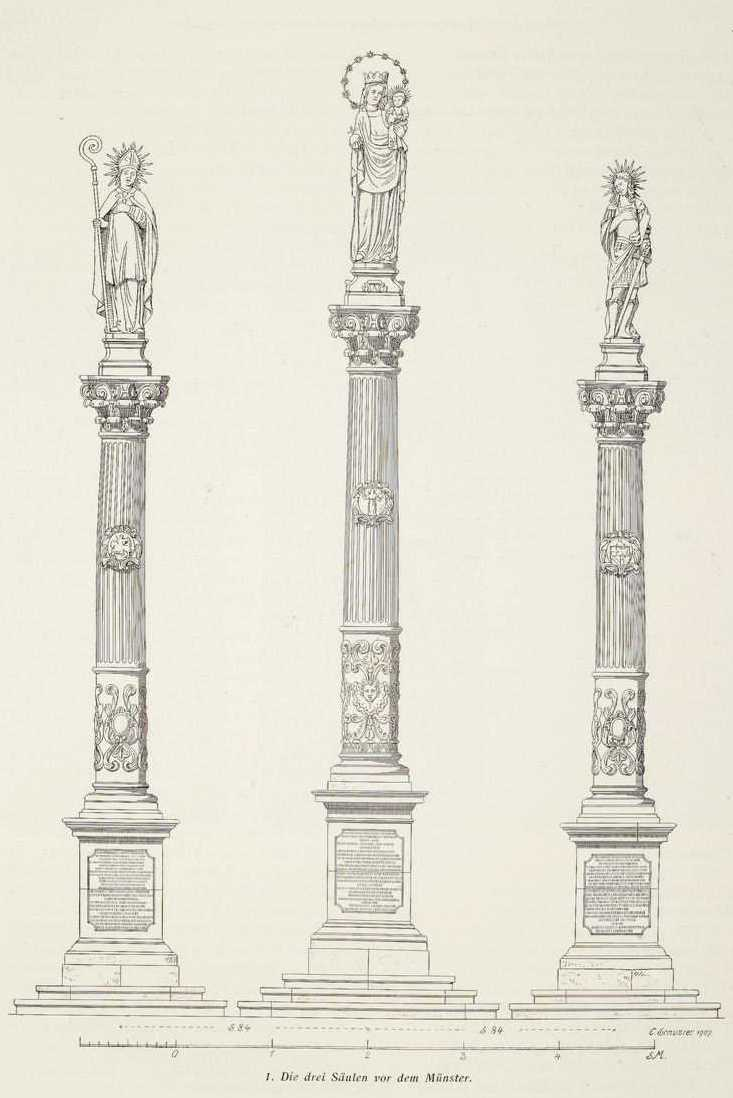
Die Patronatssäulen von 1719: Maria mit den Stadtpatronen Bischof Lambert und Märtyrer Alexander (Zeichnung von Karl Schuster, 1907)
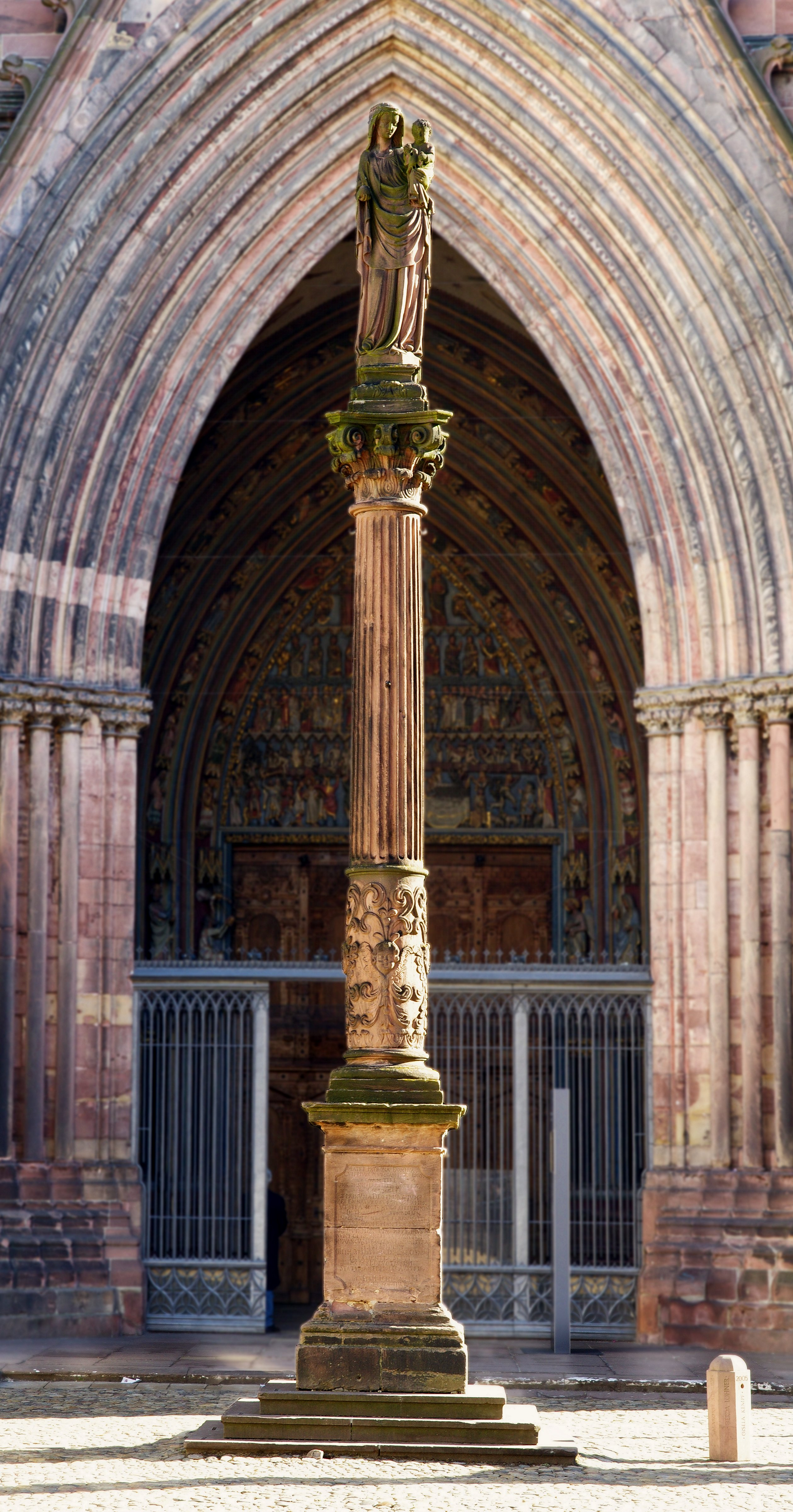
Maria als Patronin des Münsters auf einer Sandsteinsäule mit Schmuckrelief und korinthischem Kapitell, auf Postament mit Widmungsinschrift
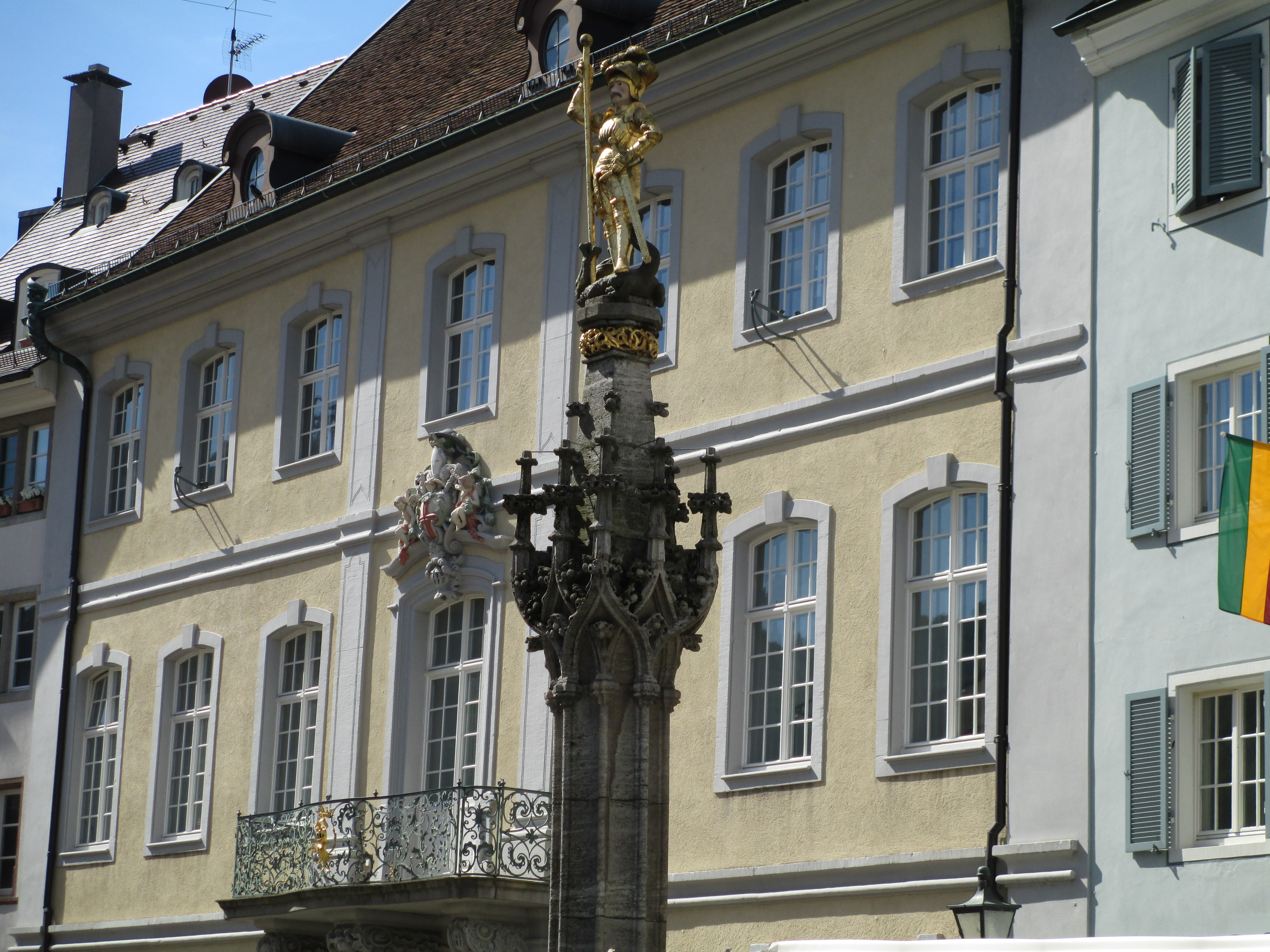
Georgsbrunnen auf dem Münsterplatz, Kopie von 1935 des alten Georgsbrunnens von 1520
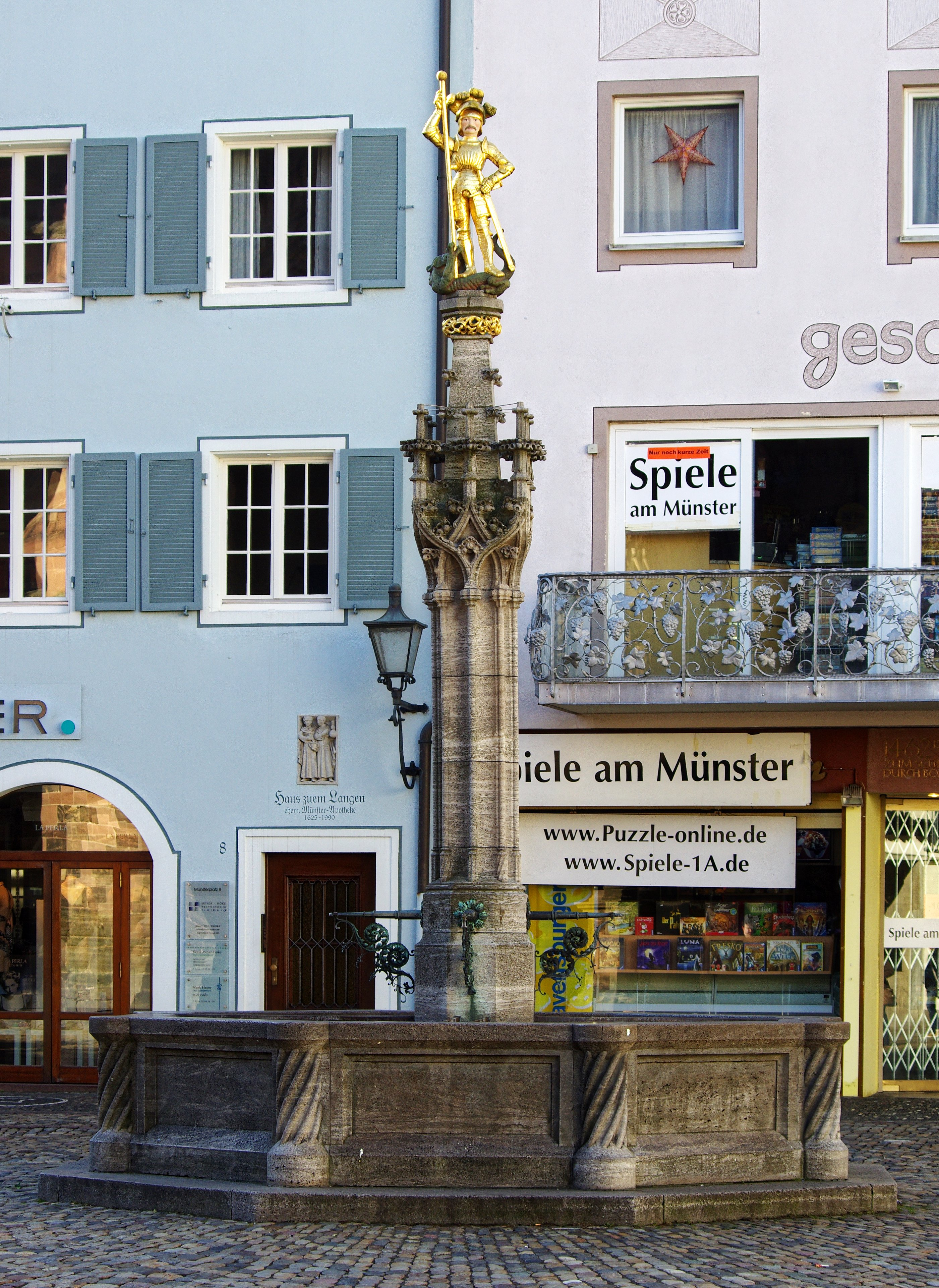
Georgsbrunnen nach altem Vorbild von Carl Anton Meckel (1935)
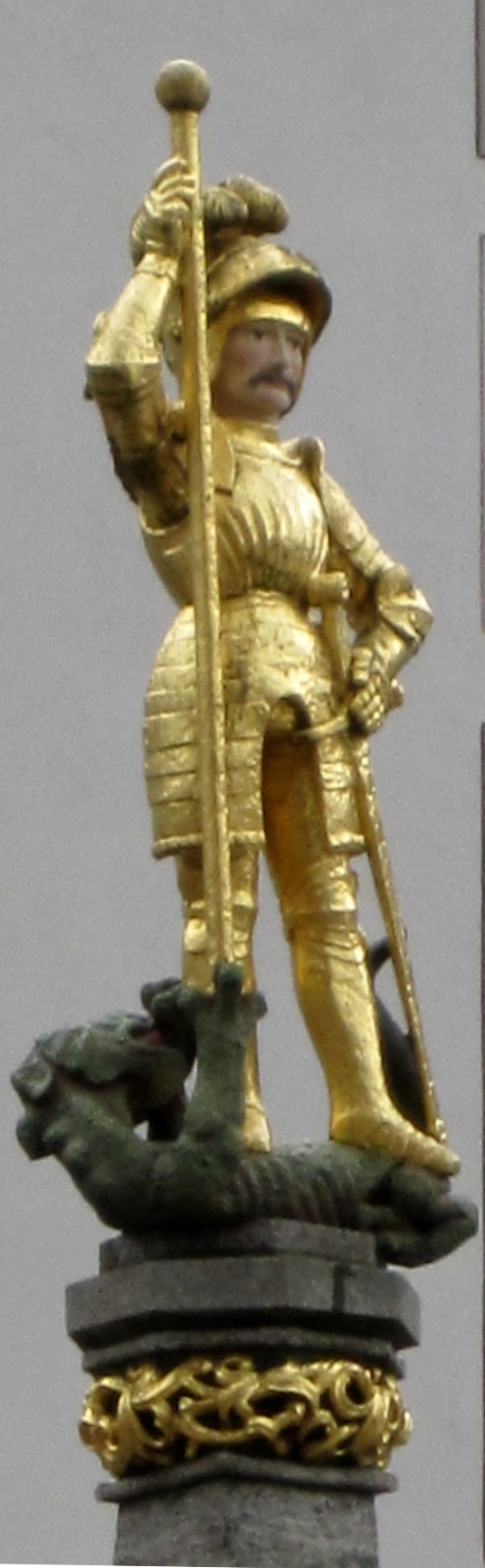
Vergoldete Statue des Ritters Georg, nach dem Original von 1520

Seit 1970 steht in der Nordwestecke des Münsterplatzes vor dem Kornhaus der Fischbrunnen, eine Kopie des ältesten und prachtvollsten Brunnens der Stadt, der 1483 geschaffen worden war und ursprünglich an der Kreuzung der „Großen Gass“ (heute Kaiser-Joseph-Straße) mit der Salzstraße, also in der Stadtmitte gestanden hat. Er diente als Marktbrunnen und zum Fischverkauf. Obwohl er als Symbol der städtischen Markthoheit galt, musste er 1936 dem innerstädtischen Verkehr weichen. Die Brunnenfiguren wurden 1616 von Bertram von Berg gefertigt. Um den Brunnenstock gruppiert stehen übereinander je vier Statuen in maßwerkgeschmückten Baldachinen. Im unteren Teil sind es Maria als Patronin des Münsters mit den Stadtpatronen Georg und Lambert sowie ein geharnischter Ritter mit dem österreichischen Bindenschild, wahrscheinlich Erzherzog Leopold III. von Habsburg (1351–1386), der damalige vorderösterreichische Landesherr. In der oberen Hälfte stehen die vier lateinischen Kirchenlehrer Hieronymus (mit dem Löwen), Papst Gregor der Große (mit Tiara), Ambrosius von Mailand (mit Bischofsstab und Buch) und Augustinus von Hippo (mit Bischofsstab und Herz).

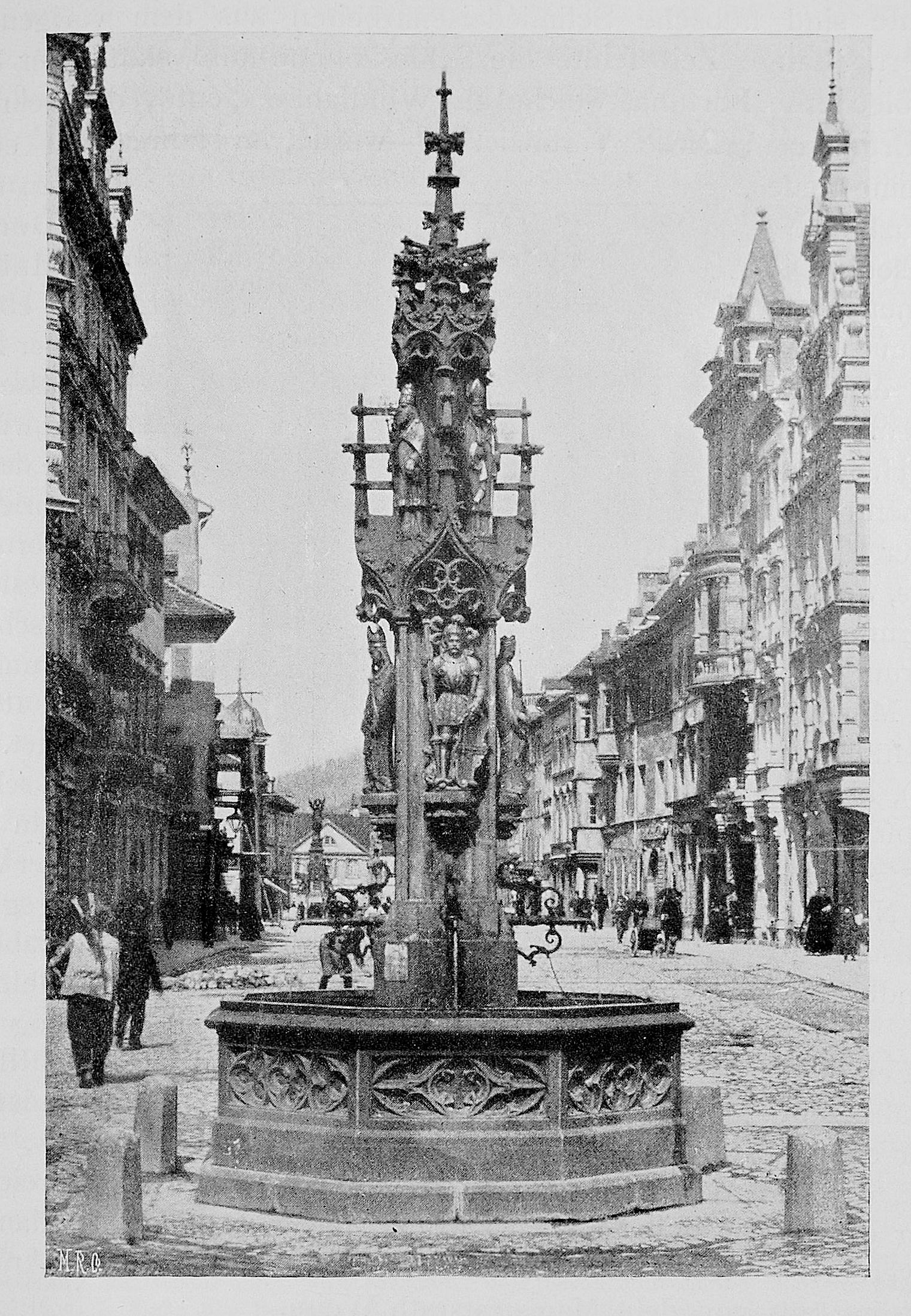
Fischbrunnen 1898 an seinem zweiten Standort, der Einmündung der Münstergasse in die Kaiser-Joseph-Straße
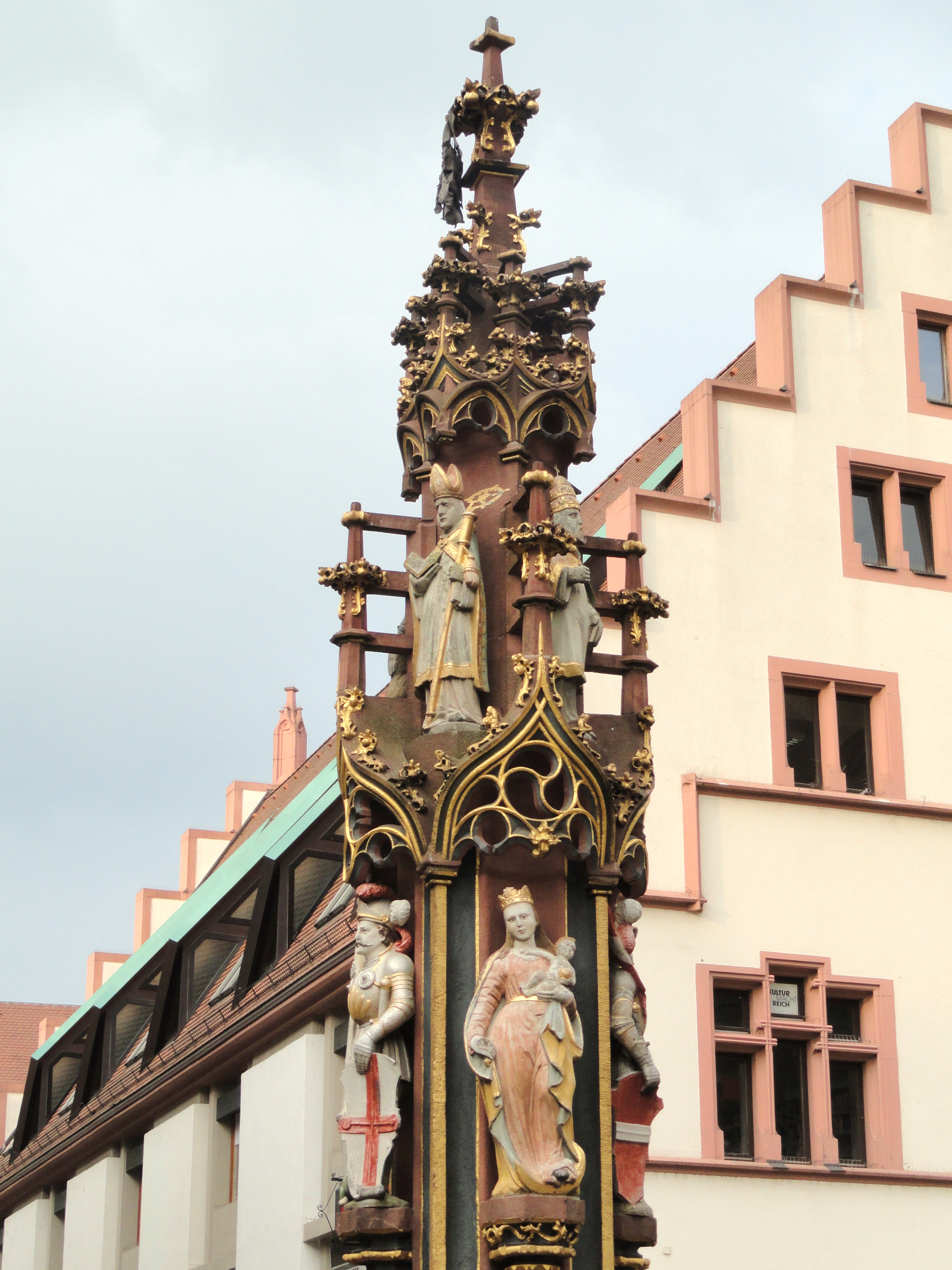
Fischbrunnen am heutigen Standort vor dem Kornhaus
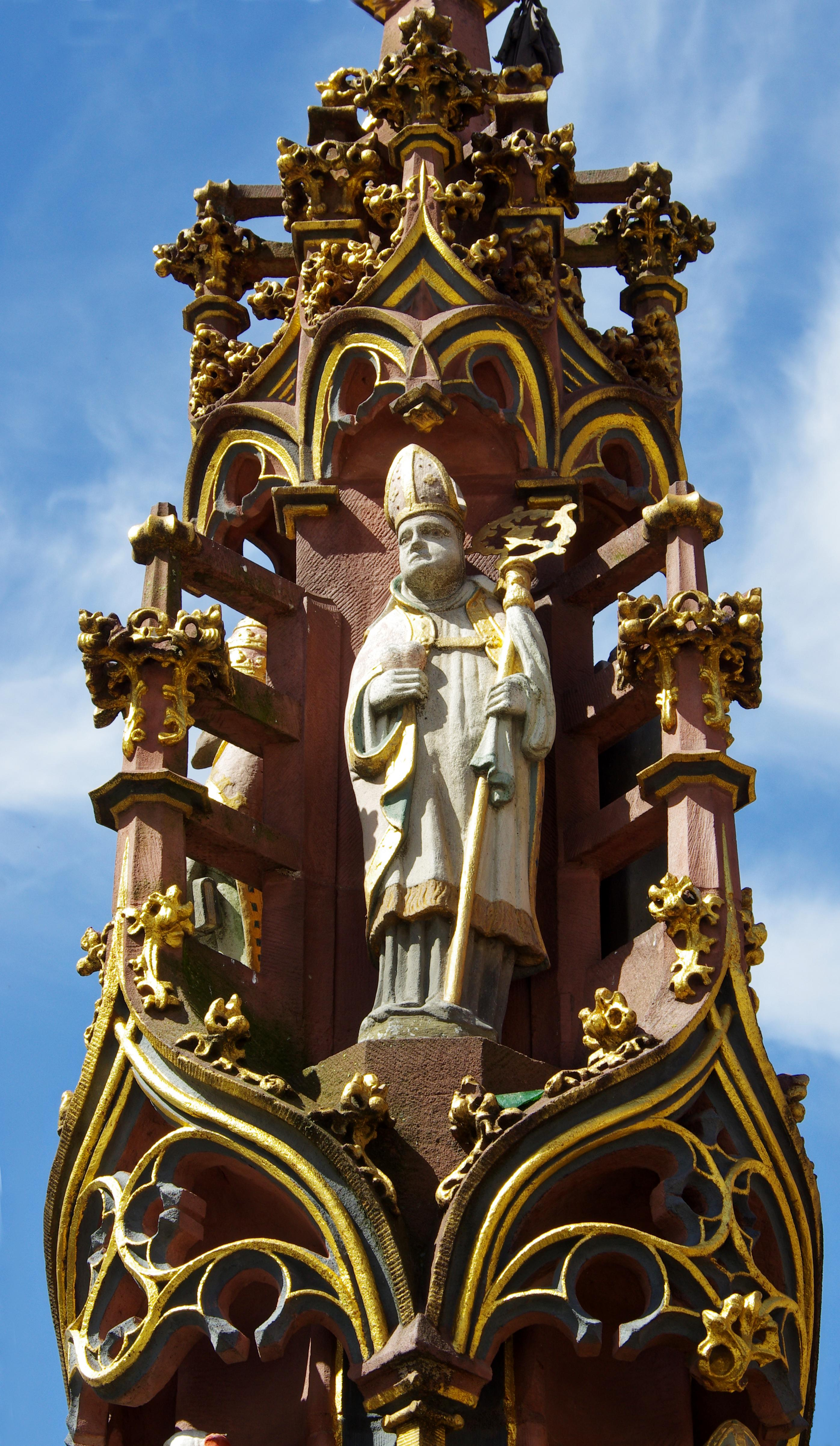
Obere Hälfte mit den vier lateinischen Kirchenlehrern, hier Bischof Augustinus
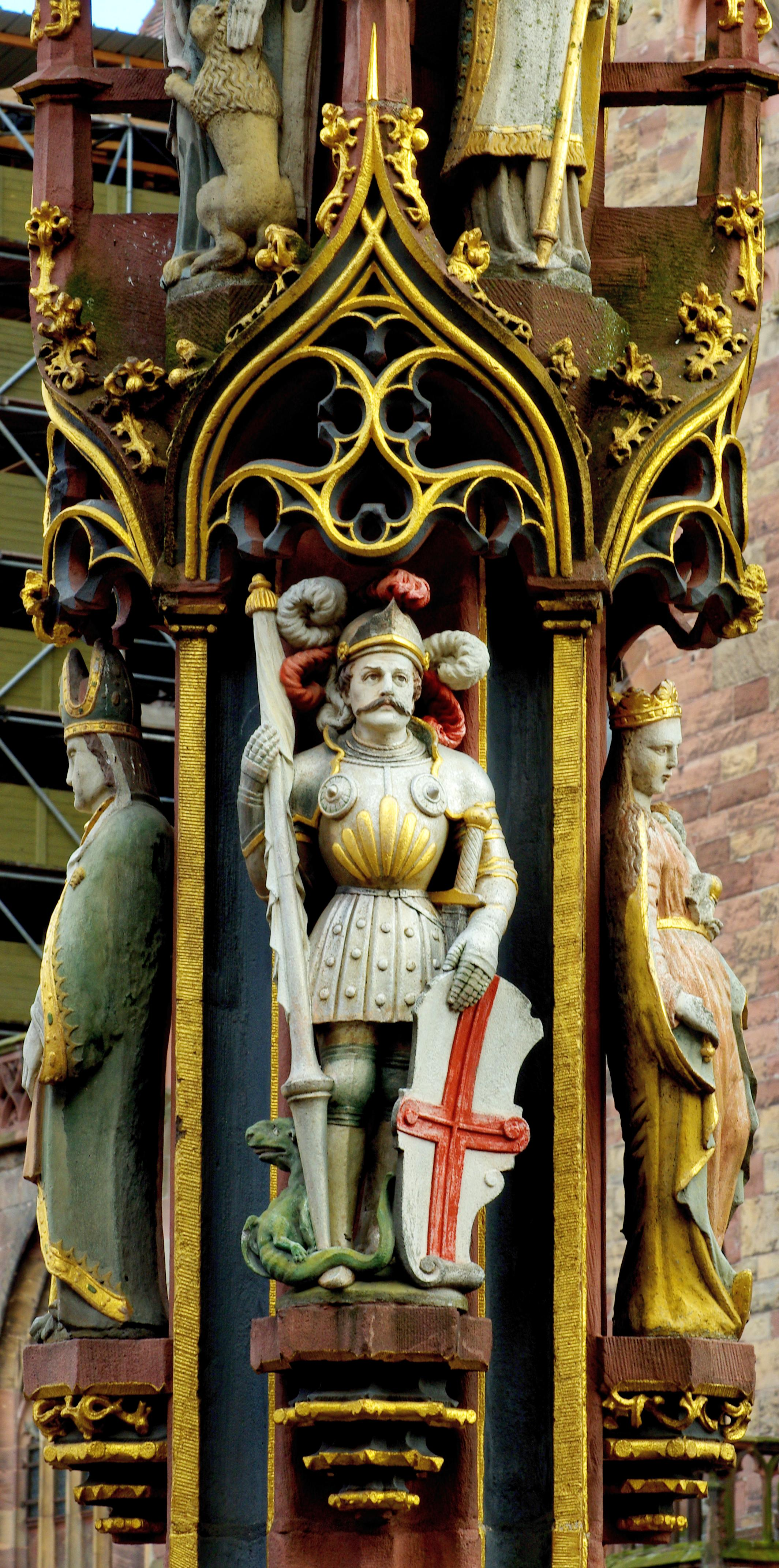
Untere Hälfte, hier die Stadtpatrone Lambert und Georg mit der Muttergottes
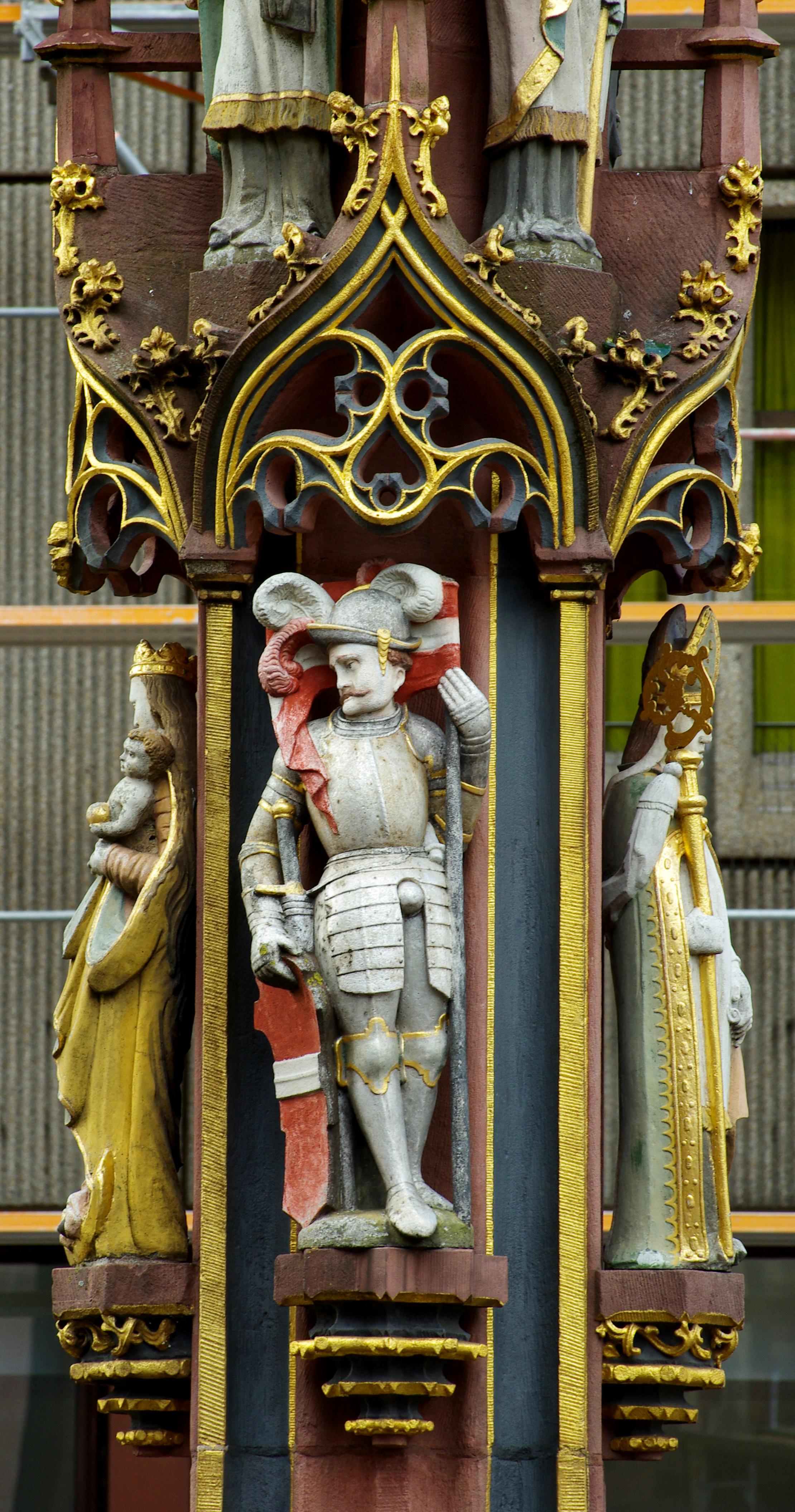
Erzherzog Leopold III. von Habsburg, hier als Landesherr von Vorderösterreich

## Geschichte
Im Mittelalter befand sich der Freiburger Markt auf der „Großen Gass“, der heutigen Kaiser-Joseph-Straße. Damals war das Münster noch von einem Kirchhof umgeben, der auf der Nordseite als Stadtfriedhof diente. Die etwa 1,60 Meter hohe Mauer um das Münster wurde erst 1785 abgeräumt. Die Friedhofskapelle St. Andreas mit einem Beinhaus im Untergeschoss wurde 1752 abgetragen. Ihr Grundriss ist in dem Rheinwackenpflaster des heutigen Platzes kenntlich gemacht.
Die Versorgung der Stadt mit Trinkwasser erfolgte im Mittelalter durch Laufbrunnen, u. a. auf dem Münsterplatz, die bereits  kurz nach der Stadtgründung angelegt worden sein sollen.

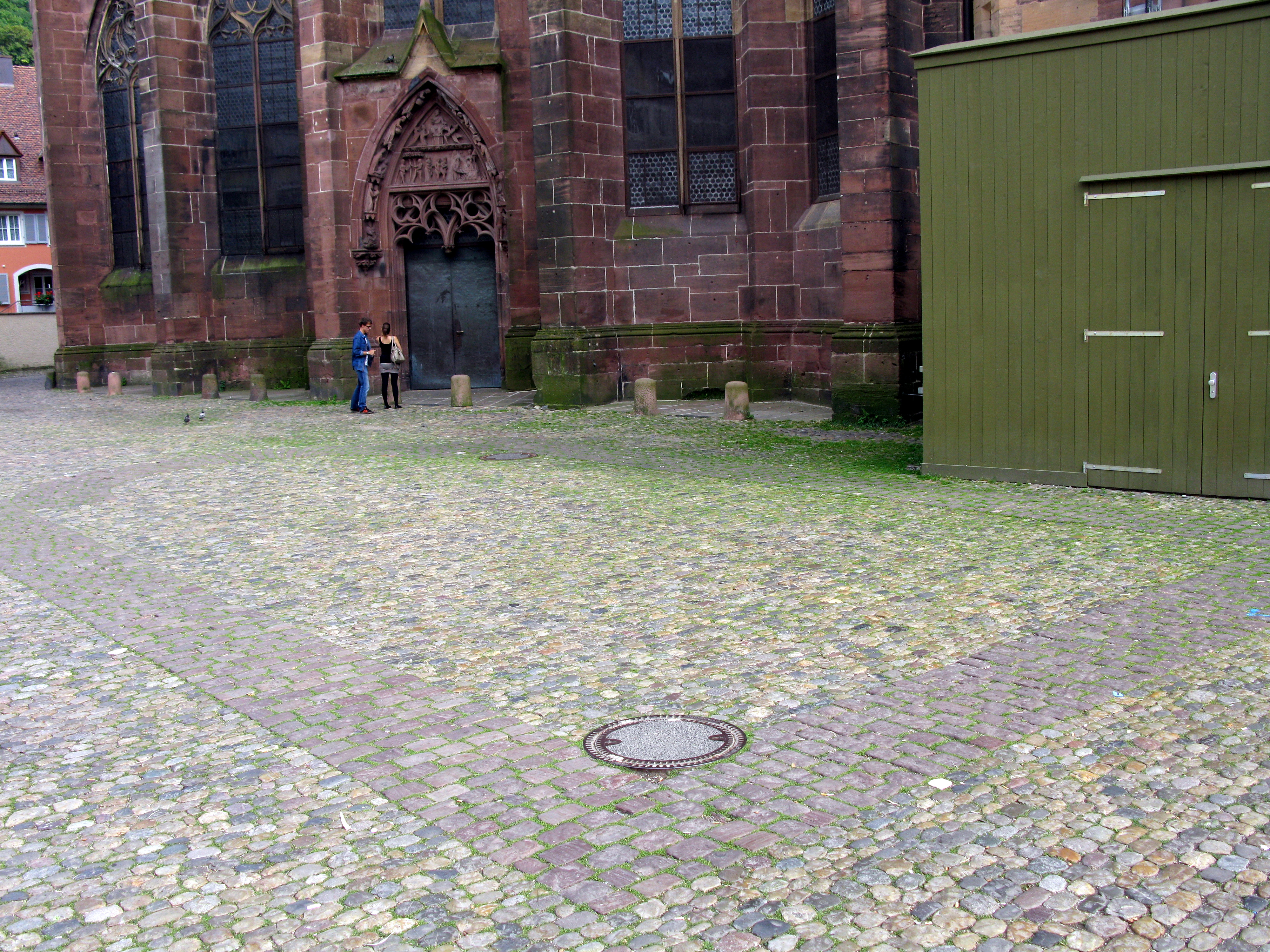
Grundriss der ehem. Beinhauskapelle St. Andreas auf der Nordseite des Münsters
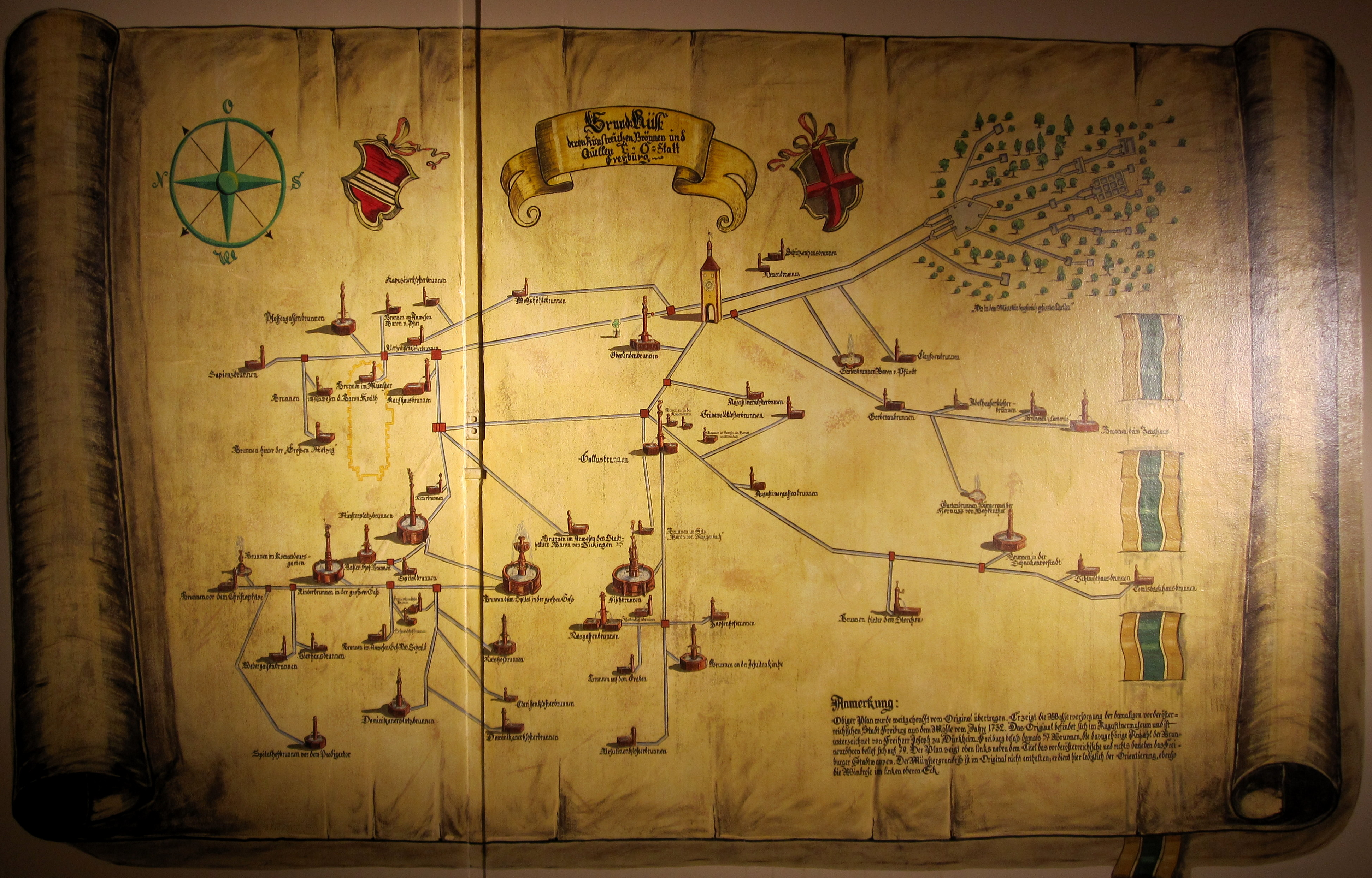
Freiburger Brunnenplan von 1732 (nach dem ersten erhaltenen Plan von 1535)
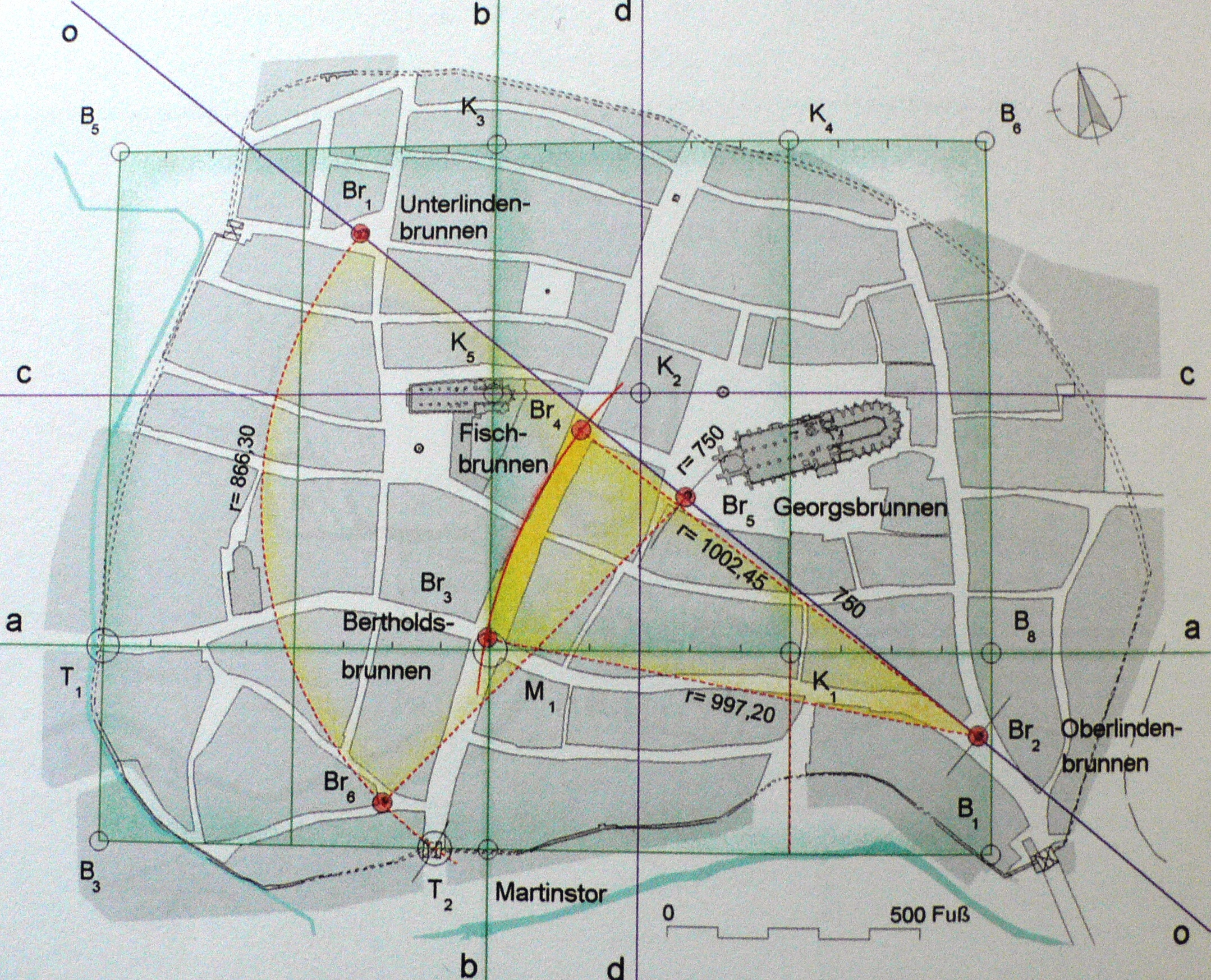
Laufbrunnen in der Innenstadt: Georgsbrunnen und alter Fischbrunnen
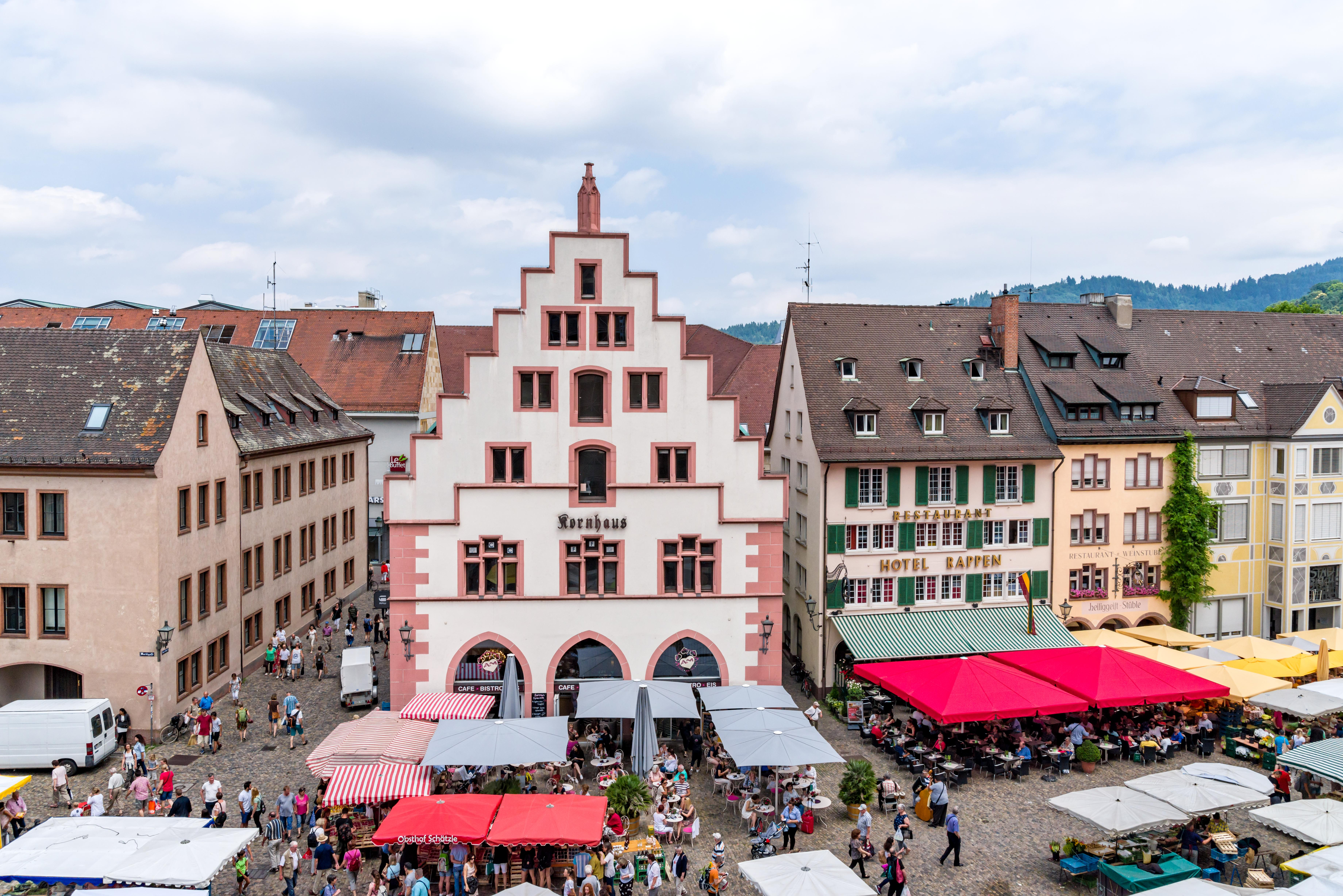
Münstermarkt mit dem Kornhaus auf der Nordseite

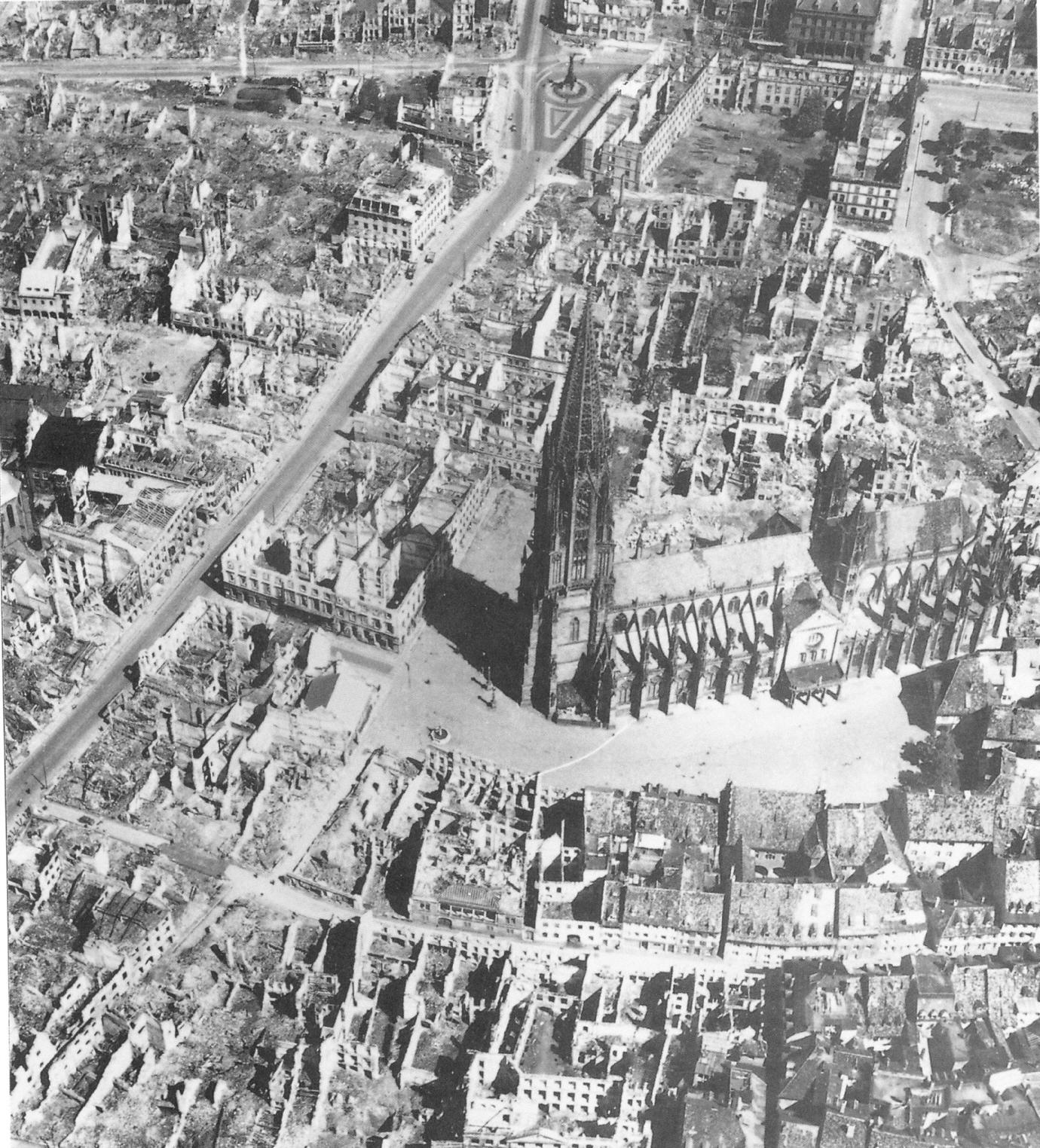
Systematische Zerstörung der Altstadt am 27. November 1944 durch die Royal Air Force, Luftbild 1945

Bereits 1514 hatte Kaiser Maximilian I. auf einen Papstbrief hin die Verlegung des Friedhofs aus gesundheitlichen und hygienischen Gründen in die nördliche Vorstadt Neuburg angeordnet. Dieser mehrfach erweiterte Friedhof bei der Pfarrkirche St. Nikolaus wurde 1677 im Zuge der Stadtbefestigung durch Vauban unbenutzbar. Auf der Suche nach Alternativen griffen die Freiburger auf dem Münsterfriedhof zurück, um dort Soldaten der französischen Garnison zu begraben. Später konnten Teile des ehemaligen Nikolaifriedhofs wieder als bürgerlicher Friedhof genutzt werden. Sie bilden die Basis des heutigen Alten Friedhofs. Spätestens seit dieser endgültigen Auflassung des Münsterfriedhofs wird auf dem Münsterplatz ein Markt abgehalten.
Bei der Bombardierung Freiburgs am 27. November 1944 wurde fast die gesamte Randbebauung des Münsterplatzes zerstört. Lediglich die Gebäude auf der Südostseite mit Historischem Kaufhaus, Wentzingerhaus und Alter Wache blieben wie das Münster selbst weitgehend verschont. Später diente die Alte Wache unter anderem als Unterkunft des Freiburger Kunstvereins, als Proberaum des Domchors und auch öffentliche Toiletten waren dort untergebracht. Seit 1997 ist sie das Haus des Badischen Weines und die Toiletten befinden sich seitdem auf der anderen Seite des Münsterplatzes im Gebäude der Stadtbibliothek.
Als Pilotprojekt für eine barrierefreie Stadt wurde 2012 ein Streifen, der zum Hauptportal des Münsters führt besonders geglättet, um Menschen mit Rollstuhl und Rollator einen bequemeren Zugang zu ermöglichen.

## Münstermarkt

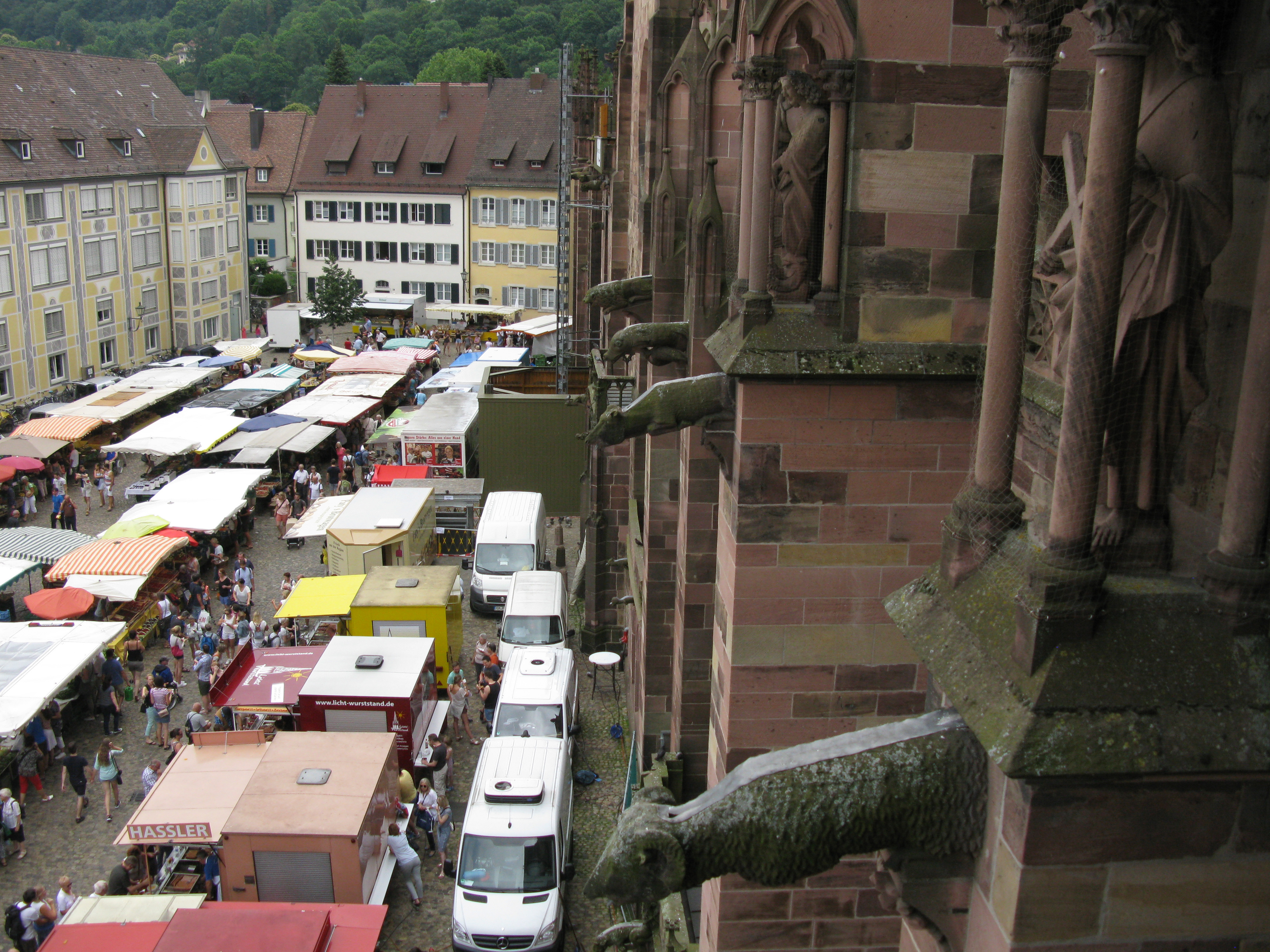
Wasserspeier am Münster und der Münstermarkt auf der Nordseite

Der Markt findet heute an allen Werktagen vormittags statt, was in Deutschland einzigartig ist. Nur am 15. August, dem Fest Mariä Himmelfahrt, Patrozinium des Münsters, bleibt der Platz frei von Marktständen. Auf etwa 10.000 Quadratmetern bieten 80 bis 180 (samstags) Marktstände Lebensmittel, Kunsthandwerk und Souvenirs an. Dabei ist die Nordseite, der Bauernmarkt, einheimischen Landwirtschaftsbetrieben mit im Wesentlichen eigenen Produkten vorbehalten. Zu bestimmten Anlässen, etwa dem Freiburger Weinfest, müssen einige Marktstände in die umliegenden Gassen und teilweise auf die Kaiser-Joseph-Straße ausweichen. Da die tägliche Reinigung nach dem Markt durch Kehrmaschinen die Fugen aushöhlte, mussten diese von Zeit zu Zeit durch neuen Quarzsand aufgefüllt werden. Deswegen findet die maschinelle Reinigung nur noch viermal im Jahr statt und die Marktbeschicker müssen ihren Müll wieder mitnehmen. Bis zur Schaffung der Freiburger Fußgängerzone in den 1970er Jahren wurde der Platz nachmittags als Parkplatz genutzt.

## Film
- Im Bauch von Freiburg. Der Münstermarkt. Dokumentarfilm, Deutschland, 2015, 43:13 Min., Buch und Regie: Stefano Tealdi und Ingo Behring, Produktion: Stefilm, Ma.ja.de, ZDF, arte, RAI, RSI, HRT, Reihe: Im Bauch von …, Erstsendung: 18. Juli 2015 bei arte, Inhaltsangabe von arte, Besprechung.